# Alton Byrd
Joseph Alton Byrd (* 3. November 1957 in San Francisco, Kalifornien) ist ein US-amerikanisch-britischer ehemaliger Basketballspieler und Sportmanager. Byrd wurde nach seinem Studium in seinem Heimatland professioneller Spieler im Vereinigten Königreich, wo er zahlreiche Meisterschaften und individuelle Auszeichnungen gewann. Nach seiner Heirat 1983 mit einer Engländerin erwarb Byrd die britische Staatsbürgerschaft 1984 und wurde schließlich Nationalspieler in der englischen Auswahl bei internationalen Spielen. Bei seinen Vereinsstationen ließ sich Byrd auch in das Management der Vereine einbinden und war nach seiner aktiven Spielerkarriere auch im Management des NFL-Europe-Klubs London Monarchs tätig, bevor er von 1999 bis 2001 bei der Maloof Sports Entertainment Group arbeitete und dabei auch Managementaufgaben für den NBA-Klub Sacramento Kings wahrnahm. Anschließend arbeitete Byrd unter anderem freiberuflich als Unternehmensberater.

## Karriere
Byrd ging 1975 aus seiner kalifornischen Heimat zum Studium an die Columbia University in New York City, wo er für die Hochschulmannschaft Lions in der Ivy League der NCAA spielte. Obwohl er als herausragender Highschool-Basketballspieler nach eigener Aussage Angebote für Sport-Stipendien von 60 US-amerikanischen Hochschulen hatte, entschied er sich bewusst für ein Stipendium einer renommierten Universität der Ivy League, um eine solide akademische Ausbildung zu erhalten. Die Basketballmannschaften der Ivy League im Allgemeinen und die Lions im Speziellen gehören jedoch nicht zu den führenden Basketballmannschaften der NCAA, so dass es Byrd mit den Lions auch nicht gelang, sich in den folgenden vier Jahren für eine landesweite NCAA-Endrunde zu qualifizieren. Byrd wird jedoch mit 526 Assists in der mannschaftsinternen ewigen Bestenliste der Columbia Lions immer noch als bester Vorlagengeber geführt und wurde 2008 in die „Athletics Hall of Fame“ (deutsch Ruhmeshalle des Sports) der Hochschule aufgenommen. Zudem erhielt er zum Abschluss seiner NCAA-Karriere den „Frances Pomeroy Naismith Award“ für den besten College-Basketballspieler mit einer Körpergröße von weniger als sechs Fuß (umgerechnet knapp 1,83 m).
Nach seiner College-Karriere wurde Byrd 1979 trotzdem erst in der zehnten Runde in der Entry Draft der am höchsten dotierten Profiliga NBA von den Boston Celtics ausgewählt. Die Celtics hatten ein Jahr zuvor in der ersten Runde bereits den renommierten College-Spieler und späteren NBA-Champion und Olympiasieger Larry Bird ausgewählt, so dass Marketing-Strategen bereits über eine Vermarktung von „Big Bird and Little Byrd“ nachgedacht haben sollen. Doch Byrd verletzte sich in der Saisonvorbereitung und wurde schließlich nicht in den Saisonkader der Celtics aufgenommen. Ein Alumnus der Columbia University, David Dubow, holte ihn schließlich in sein Marktforschungs-Unternehmen nach London, wo Byrd neben einer Ausbildung im Unternehmen in der von Dubow unterstützen Basketballmannschaft Crystal Palace spielen sollte. Diese Mannschaft gehörte bereits zu den führenden Mannschaften Englands und gewann mit Byrd zwei weitere Meisterschaften in der „National Basketball League“ 1980 und 1982 sowie den Pokalwettbewerb „National Cup“ 1980 und 1981. Im Europapokal der Landesmeister 1979/80 erreichte man in der Gruppenphase vier Siege unter anderem gegen den deutschen Vertreter TuS 04 Leverkusen und musste sich nur zweimal dem mehrmaligen Gewinner dieses Wettbewerbs, Real Madrid, geschlagen geben, der in die Finalrunde einziehen konnte. Dies war die beste Ausbeute für den Verein in dieser Runde des Wettbewerbs, nachdem man nur drei Jahre zuvor drei Siege und ansonsten nur Niederlagen in der Gruppenphase dieses Wettbewerbs kassiert hatte.
1982 ging Byrd nach Edinburgh in Schottland, wo er als Spielertrainer und „General Manager“ von dem von David E. Murray gesponserten Verein MIM Livingston angestellt wurde. Die Mannschaft, die zuvor ebenfalls bereits zu den führenden Mannschaften Schottlands gehört hatte, konnte ihre Dominanz mit Byrd weiter ausbauen und gewann von 1983 bis 1987 fünfmal die schottischen Meisterschaften sowie viermal hintereinander britische Meisterschaften in Vergleichen mit den besten englischen Mannschaften. Im Landesmeister-Europapokal 1983/84 scheiterte man vergleichsweise knapp am Einzug in die Gruppenphase, als man nach Addition von Hin- und Rückspiel dem späteren Finalisten FC Barcelona mit sieben Punkten Unterschied unterlag. Byrd bekam nach eigener Aussage neben dem Interesse des NBA-Klubs Indiana Pacers zahlreiche Angebote, in der damals finanzkräftigsten und sportlich erfolgreichsten europäischen Liga in Italien zu spielen. Doch Byrd ging 1987 nach Manchester, wo er in der neu gegründeten British Basketball League (BBL) spielte, in die als einzige schottische Mannschaft auch Byrds Ex-Verein MIM Livingston aufgenommen wurde. In England zurück spielte Byrd für die von Eignern des Fußballklubs Manchester United geführte Mannschaft gleichen Namens. In der Premierensaison der BBL erreichte man als Vierter das Halbfinale der Play-offs, in dem man im „Duell der Fußballklubs“ dem Hauptrundenersten und vormaligen englischen Meister FC Portsmouth unterlag, während Livingston das Finale gegen Portsmouth gewann. Die BBL geriet jedoch bald zu einem Fiasko, nachdem sich gleich vier Mannschaften zur folgenden Saison wieder abmeldeten, darunter auch Finalist Portsmouth. Byrds eigene Mannschaft United wurde verkauft und trat nun als Eagles an. Byrd selbst konzentrierte sich auf die aufgenommene Tätigkeit als Börsenhändler.
1989 ging Byrd nach London und wurde erneut als Spieler aktiv, als er sich den Kingston Kings anschloss. Diese waren aus Glasgow, wo sie unter der Schirmherrschaft von David Murray als Rangers gespielt hatten, nach Kingston upon Thames innerhalb der Londoner Stadtgrenzen zurückgekehrt. Murray, der sich als Präsident des Fußballklubs Glasgow Rangers nun auf den Fußball konzentrierte, hatte neben den Rangers auch MIM Livingston aus der BBL zurückgezogen, die in ihrer dritten Saison nun nur noch mit acht Mannschaften spielte, nachdem es zur Premiere noch 15 Mannschaften gewesen waren. Die Kings waren nun die dominierende Mannschaft der Liga und gewannen unter Trainer Kevin Cadle in den folgenden drei Spielzeiten bis auf den National Cup 1991 alle Titel der BBL, die langsam wieder an Boden gewann. Byrd gewann 1991 und 1992 zweimal die Auszeichnung als „Most Valuable Player“ (MVP) der BBL, was ihm bereits in den 1980er Jahren in der englischen und schottischen Liga mehrmals gelungen war. Im Landesmeister-Europapokal 1990/91 sorgte man für eine große Überraschung, als man in der zweiten Runde einen 16-Punkte-Vorsprung aus dem Hinspiel gegen den russischen Meister ZSKA Moskau im Rückspiel verteidigte und in die finale Gruppenphase der besten acht Mannschaften einzog, in der man nach vier Siegen in 14 Spielen den siebten Platz belegte. Anschließend wurde Byrd, der nach Heirat mit einer Engländerin 1983 auch die britische Staatsbürgerschaft erworben hatte, auch in die Nationalmannschaft berufen, die sich jedoch für keine Endrunde und auch nicht für die Olympischen Spiele 1992 qualifizieren konnte.
1992 mussten die Kings in eine neue Halle nach Guildford umziehen und verloren die englischen Nationalspieler Alan Cunningham und Colin Irish an den Ligakonkurrenten Worthing Bears. Damit war die Dominanz der Mannschaft, die nun als Guildford Kings spielte, in der BBL gebrochen und man konnte nur den Titel im National Cup 1993 verteidigen. Die Bears hingegen gewannen nach dem ersten Platz in der Hauptrunde auch das Play-off-Halbfinale mit einem Punkt Unterschied gegen die Kings und holten sich anschließend auch den Titel im Play-off-Finale. In der folgenden Saison 1993/94 verloren die Kings sowohl im Halbfinale des National Cup als auch im Play-off-Finale der Meisterschaft gegen die Bears und blieben erstmals zu der aktiven Zeit von Byrd titellos. Trainer Cadle wechselte zum Ligakonkurrenten London Towers, während Byrd als Spielertrainer und General Manager die Basketballmannschaft seines ehemaligen Vereins Crystal Palace in London übernahm, bei dem er seine Karriere in England begonnen hatte. Crystal Palace war nach zwei Spielzeiten zu Beginn der BBL aus der Liga ausgeschieden und spielte in der Division One der NBL, in der man jedoch 1995 und 1996 nach dem ersten Platz in der regulären Saison auch die Play-offs der NBL gewinnen konnte. Zur Saison 1996/97 kehrte Crystal Palace unter der Führung von Byrd in die BBL zurück. Hier erreichte man jedoch nur fünf Saisonsiege in 36 Spielen und Byrd beendete bereits im Januar 1997 mit 39 Jahren seine aktive Karriere und zog sich aus dem Verein zurück, dessen professionelle Basketballmannschaft anschließend mit dem lokalen Konkurrenten und Play-off-Sieger London Towers von Trainer Cadle verschmolzen wurde.
Nach dem Ausstieg bei Crystal Palace wurde Byrd Geschäftsführer des NFL Europe-Klubs London Monarchs und Repräsentant der NFL Europe in England. Er versuchte, das Franchise neu zu beleben, doch Umzüge in andere Stadien und ein Namenswechsel zu England Monarchs blieben ohne nachhaltigen Erfolg, so dass diese als Berlin Thunder nach Deutschland transferiert wurden. Byrd kehrt anschließend in seine Heimat nach Kalifornien zurück und bekam einen Job in der „Maloof Sports and Entertainment Group“, die als Eigentümer des NBA-Klubs Sacramento Kings fungiert. So wurde Byrd nach seinem misslungenen Versuch als Spieler 20 Jahre später doch noch ein Teil der NBA. Nach zwei Jahren wurde er 2001 freiberuflich tätig und gründete in Sacramento die Beratungsfirma „Clear Focus Marketing“ sowie das „Basketball Performance Institute“, das sich der Ausbildung und Beratung von Basketballspielern widmet.